# Seinei
L'empereur Seinei (清寧天皇, Seinei Tennō), de son nom personnel Shiraka no Ōkimi, était le vingt-deuxième empereur du Japon, selon l'ordre reconnu de succession. Aucune date ferme ne peut être assignée pour le règne de cet empereur, mais on situe son règne de 485 à 490, bien qu'on n'en connaisse pas les dates avec certitude. Les historiens lui attribuent cependant des dates de vie de 444 à 484 et situent son règne à partir de 480.
Selon le Kojiki et le Nihon shoki, il est un des fils de l'empereur Yūryaku et doit son nom de 白髪 (Shiraga, « cheveux blancs ») au fait qu'il ait eu les cheveux blancs dès la naissance, peut-être de l'albinisme. À la mort de son père, Seinei remporte la lutte pour le trône contre son frère le prince Hoshikawa. N'ayant pas d'enfants, il adopte comme héritiers deux petits-fils de l'empereur Richū, les princes Woke et Oke, qui deviendront respectivement les empereurs Kenzō et Ninken. Il meurt en 484 et Iitoyo Ao no Kōjo occupe le poste de régente pendant un an, avant que Kenzō ne monte sur le trône à son tour.
La tombe de Seinei se trouve dans la province de Kawachi (actuelle préfecture d'Osaka).

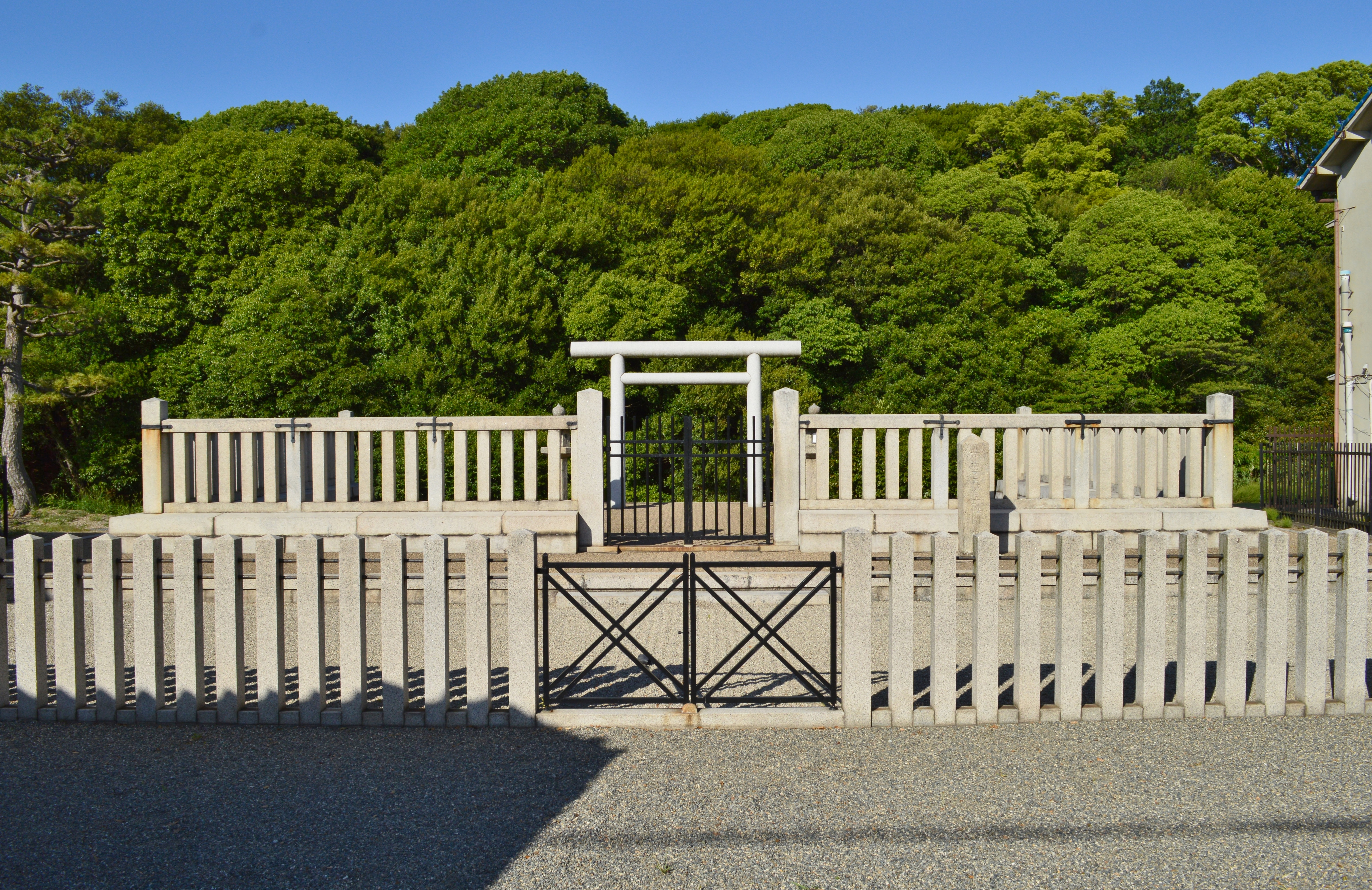
Entrée du Shirayama Kofun, à Habikino.